# Synagoge Hamm (Sieg)
Die Synagoge in Hamm wurde 1894 in der Straße Kirchberg 1 (heutiger Synagogenplatz) errichtet. Bei den Novemberpogromen 1938 wurde die Inneneinrichtung verwüstet und die Synagoge in Brand gesetzt. 1945 wurden die Reste der Ruine abgerissen.

## Synagoge

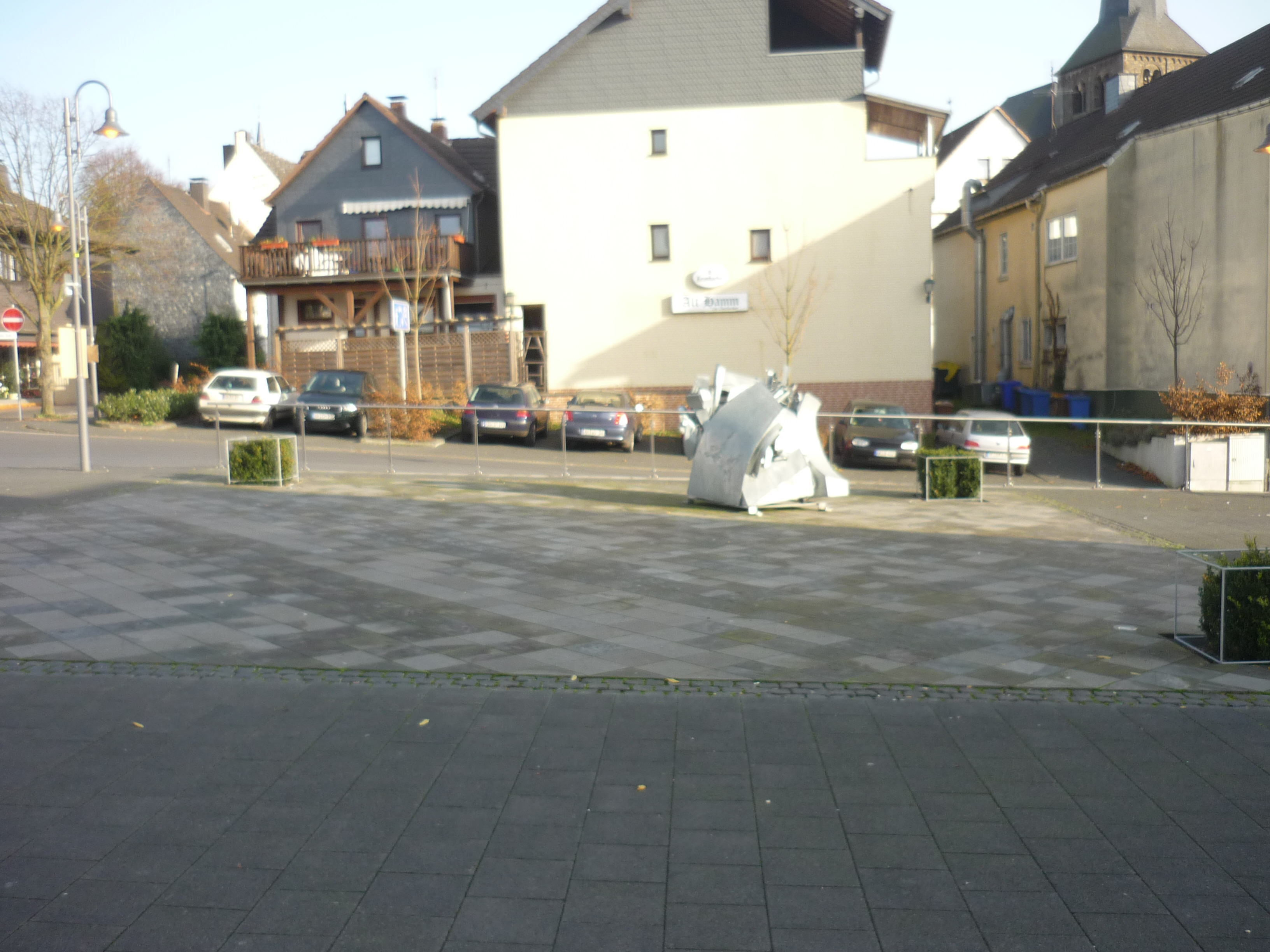
Synagogenplatz mit der Plastik von Erwin Wortelkamp

1832 war bereits eine Synagoge in Hamm errichtet worden. Nachdem diese zu klein geworden war und die Behörden den Bau einer neuen Synagoge genehmigt hatten, wurde 1894 eine neue Synagoge in der Straße Kirchberg 1 (heutiger Synagogenplatz) errichtet. Die Pläne hatte der Kölner Architekt Franz-Josef Seché erstellt. Es handelte sich um einen freistehenden zweigeschossigen, quadratischen Backsteinbau der sowohl maurisch-byzantinische Elemente als auch neoromanische Elemente aufwies. Der quadratische Zentralbau verfügte über drei Anbauten. An der Nordseite befand sich ein eingeschossiger Anbau, der die Eingangshalle beinhaltete. Im zweigeschossigen Anbau an der Westseite waren die Schule und die Frauenempore untergebracht. An der Ostseite befand sich ein weiterer Anbau mit Kuppeldach. An den Ecken des quadratischen Zentralbaus sowie an den Ecken des nördlichen Anbaus waren jeweils schmale Türme angebracht.  Das Hauptgebäude verfügte über ein Haubendach, auf dem sich eine mit Kupferplatten beschlagene Zwiebelhaube befand. Auf deren Spitze befand sich ein Davidstern. Die Synagoge verfügte über Hufeisenfenster und Rundfenster. Bereits im August 1938 war die Synagoge Ziel von Angriffen von Mitgliedern der NSDAP. Diese stürmten die Synagoge und zerschlugen das Mobiliar.  Bei den Novemberpogromen 1938 wurde die Inneneinrichtung vollständig zerstört und die Synagoge in Brand gesetzt. Das Gebäude wurde bis auf die Außenmauern vollständig zerstört. 1945 wurden die Reste der Synagoge abgerissen. Eine neue Bebauung des Grundstückes erfolgte nicht mehr. 1978 wurde, anlässlich des 40. Jahrestages der Novemberpogrome, eine Plastik des Künstlers Erwin Wortelkamp auf dem Synagogenplatz aufgestellt. 2007 erfolgte eine Umgestaltung des Platzes. Während dieser Arbeiten wurden die Reste einer Mikwe gefunden, die zur ersten hölzernen Synagoge gehörten. Der Grundriss des Hauptgebäudes der Synagoge ist auf dem Synagogenplatz in hellem Pflaster dargestellt.

## Jüdische Gemeinde Hamm
Die jüdische Gemeinde bestand vom 17. Jahrhundert bis 1941/42. Ein erster jüdischer Einwohner wird im Jahr 1663 erwähnt. Zu der jüdischen Gemeinde gehörten die Einwohner jüdischen Glaubens der Gemeinden Wissen, Betzdorf und Kirchen. Die Gemeinde verfügte neben der Synagoge über eine Mikwe.  Die Verstorbenen wurden auf dem jüdischen Friedhof in Hamm beigesetzt. Ebenso unterhielt die Gemeinde eine jüdische Schule. Zeitweise war ein Religionslehrer, der auch die Aufgaben des Vorbeters und Schochet innehatte, angestellt.